# Лобин, Алексей Николаевич
Алексей Николаевич Лобин (род. 28 марта 1977, Ульяновск) — российский историк, кандидат исторических наук.

## Биография
Специалист по военной истории Русского государства XVI—XVII веков, автор около 50 публикаций. Руководитель группы научно-методических разработок ФГБУ «Государственный комплекс „Дворец конгрессов“» Управления делами Президента Российской Федерации (Санкт-Петербург), член редколлегии электронного научного издания «История военного дела: исследования и источники».
Окончил исторический факультет Санкт-Петербургского государственного университета в 1999 году. В 2004 году защитил кандидатскую диссертацию (под руководством Р. Г. Скрынникова) на тему «Материалы Пушкарского приказа как источник изучения русской артиллерии XVII в.». Известен наиболее основательными на данный момент исследованиями битвы под Оршей, а также критикой резонансной книги белорусского историка Г. Н. Сагановича «Невядомая вайна: 1654—1667». Критиковал диссертацию Владимира Мединского. Состоит в редакционной коллегии электронного периодического издания «История военного дела: исследования и источники», так же является в нём составителем и ответственным редактором специального выпуска «Русская армия в эпоху царя Ивана IV Грозного: материалы научной дискуссии к 455-летию начала Ливонской войны».

## Основные научные работы

### Книги и диссертации
- Лобин А. Н. Пушки Смуты: русская артиллерия 1584-1618 гг.. — М.: Яуза : Эксмо, 2021. — 237 с. — (Лучшие воины в истории). — ISBN 978-5-04-119146-7.
- Лобин А. Н. Артиллерия Ивана Грозного. — М.: Яуза : Эксмо, 2019. — 318 с. — (Лучшие воины в истории). — ISBN 978-5-04-100695-2.
- Лобин А. Н. Оборона Опочки 1517 г. «Бесова деревня» против армии Константина Острожского. — М.: Фонд «Русские Витязи», 2017. — 72 с. — ISBN 978-5-9909605-7-2.
- Лобин А. Н. Взятие Смоленска и битва под Оршей 1514 г.. — М.: Фонд «Русские Витязи», 2015. — 56 с. — (Ратное дело). — ISBN 978-5-9906036-7-7.
- Лобин А. Н. Битва под Оршей 8 сентября 1514 года. — СПб.: Общество памяти игумении Таисии, 2011. — 251 с.
- Лобин А. Н. Материалы Пушкарского приказа как источник изучения русской артиллерии XVII века. / Диссертация кандидата исторических наук, 07.00.09. — СПб., 2004. — 183 с.

### Статьи
- Великанов В. С. Лобин А. Н. Русская артиллерия в Нарвском походе 1700 г. // Старый Цейхгауз. — 2012. — № 4 (48). — С. 3—10.
- Лобин А. Н. Артиллерия московских стрелецких полков в 1670—1680-х гг. // История военного дела: исследования и источники. — 2012. — Т. II. — С. 1—41.
- Лобин А. Н. Архив русской артиллерии XVII в. и проблемы его изучения // Бранденбурговские чтения. — СПб., 2007. — Вып. 2: Письменные памятники в музейных собраниях. — С. 11—19.
- Лобин А. Н. Битва под Оршей 1514 г. в современной белорусской историографии и проблема критики исторических источников // Studia Slavica et Balcanica Petropolitana: Петербургские славянские и балканские исследования. — 2011. — № 2 (10). — С. 29—40.
- Лобин А. Н. Битва под Оршей 1514 года: опыт реконструкции сражения по историческим источникам // Русское средневековье: Сборник статей в честь профессора Юрия Георгиевича Алексеева. — М., 2012. — С. 625—649.
- Лобін А. Бітва пад Оршай. Сілы, змаганне, страты // Mówią wieki. — 2014. — Nr. 4. — С. 45—53.
- Лобин А. Н. Гравюры XVII века из собрания Константиновского дворца // Константиновский дворцово-парковый ансамбль и его художественные коллекции. — СПб.: Государственный комплекс «Дворец конгрессов», 2009. — С. 144—159.
- Лобин А. Н. Документы об осаде Смоленска и битве под Оршей 1514 г. из собрания Кенигсбергского тайного архива // Вялікае Княства Літоўскае і суседзі: Права. Вайна. Дыпламатыя / Пад рэд. С. Ф. Сокала, А. М. Янушкевіча. — Мн.: БІП — Інстытут правазнаўства, 2012.
- Лобин А. Н. Документы Пушкарского приказа как исторический источник // Историография и источниковедение отечественной истории. — СПб., 2003. — Вып. 3. — С. 105—115.
- Лобин А. Н. Инженер Доротео Алимари и начало строительства государственной резиденции в Стрельне // Константиновский дворцово-парковый ансамбль: исследования и материалы: сборник статей. — СПб.: ФГБУ «Президентская библиотека имени Б. Н. Ельцина», 2011. — С. 8—31.
- Лобин А. Н. К вопросу о численности вооружённых сил Российского государства в XVI в. // Studia Slavica et Balcanica Petropolitana: Петербургские славянские и балканские исследования. — 2009. — № 1—2 (5/6). — С. 45—78.
- Лобин А. Н. Мифы Оршанской битвы // Родина. — 2010. — № 9. — С. 111—115.
- Лобин А. Н. Полковая артиллерия в царствование Михаила Федоровича (1613—1645) // Исследования по истории средневековой Руси: К 80-летию Юрия Георгиевича Алексеева. — М.-СПб., 2006. — С. 383—397.
- Лобин А. Н. Портрет Ф. Я. Дубянского из собрания Константиновского дворца // Константиновский дворцово-парковый ансамбль и его художественные коллекции. — СПб.: Государственный комплекс «Дворец конгрессов», 2009. — С. 196—207.
- Лобин А. Н. Русская артиллерия в Полоцком походе 1563 года // Балтийский вопрос в конце XV—XVI вв. — М., 2010. — С. 121—140.
- Лобин А. Н. Русская артиллерия 1630—1660 // Армии и битвы. — 2010. — № 12. — С. 11—15.
- Лобин А. Н. Три осады Смоленска // Родина. — 2013. — № 9. — С. 23—25.
- Лобин А. Н., Деркач Т. В. Некоторые вопросы изучения «Клада Нарышкиных» // Константиновский дворцово-парковый ансамбль: исследования и материалы. — СПб.: Государственный комплекс «Дворец конгрессов», 2013. — С. 283—296.
- Lobin A. 1514 m. Oršos mūšio kariniai aspektai // 1514 m. Oršos mūšis: karinė pergalė ir jos ženklai. Skiriama Oršos mūšio 500 metų sukakčiai paminėti. — Vilnius, 2014. — S. 78—82.
- Łobin A. «Bitwa pod Orszą» // Mówią wieki. — 2014. — Nr. 9. — S. 51—59.

### Материалы конференций и семинаров
- Бенцианов М., Лобин А. Н. Списки пленных сражения под Оршей 1514 г. как источник по организации службы в Русском государстве первой половины XVI в. // Материалы Международного научного семинара «Исторические биографии в контексте региональных и имперских границ Северной Европы». — СПб., 2013. — С. 13—19.
- Лобин А. Н. «Бесова деревня Опочка»: малоизвестный эпизод Смоленской войны 1512—1522 годов // Война и оружие: Новые исследования и материалы. Труды Четвертой Международной научно-практической конференции 15-17 мая 2013 года. — СПб., 2013. — Ч. III. — С. 73—86.
- Лобин А. Н. К вопросу о составе и численности польско-литовской армии в битве под Оршей 1514 г. // Праблемы інтэграцыі і інкарпарацыі ў развіцці Цэнтральнай і Усходняй Еўропы ў перыяд ранняга Новага часу: Матэрыялы міжнар. навук. канферэнцыі (Мінск, 15-17 кастрычніка 2009 г.). — Мн., 2010. — С. 18—41.
- Лобин А. Н. К вопросу о составе русской артиллерии в битве под Венденом 21-22 октября 1578 г. // Война и оружие: Новые исследования и материалы. Материалы VI-й Международной научно-практической конференции 13-15 мая 2015 г. — СПб., 2015. — Часть III. — С. 85—96.
- Лобин А. Н. Неизвестные образцы русской артиллерии 1660—1670-х годов // Война и оружие: Новые исследования и материалы. Труды Третьей международной научно-практической конференции 16-18 мая 2012 г. — СПб., 2012. — Ч. II. — C. 182—195.
- Лобин А. Н. Новые данные об орудиях «чоховской школы» конца XVI — начала XVII вв. // Война и оружие: Новые исследования и материалы. Труды Пятой международной научно-практической конференции 14-16 мая 2014 г. — СПб., 2014. — Ч. III. — С. 55—69.
- Лобин А. Н. Подготовка похода на Азов: малоизвестный эпизод русско-турецкой войны 1672—1681 годов // Война и оружие: Новые исследования и материалы. Научно-практическая конференция 12-14 мая 2010 г. — СПб., 2010. — Ч. II. — С. 29—42.
- Лобин А. Н. Пушкарские аламы XVII века // Война и оружие: Новые исследования и материалы. Научно-практическая конференция 12-14 мая 2010 г. — СПб., 2010. — Ч. II. — С. 43—56.
- Лобин А. Н., Смирнов Н. В. Борьба за Юрьев-Ливонский в годы Русско-шведской войны (1656—1658) // Война и оружие: Новые исследования и материалы. Вторая Международная научно-практическая конференция, 18-20 мая 2011 года. — СПб., 2011. — Ч. I. — C. 534—549.

### Публикации источников
- Лобин А. Н. Послание государя Василия III Ивановича императору Карлу V от 26 июня 1522 г.: опыт реконструкции текста // Studia Slavica et Balcanica Petropolitana: Петербургские славянские и балканские исследования. — 2013. — № 1. — С. 130—141.
- Лобин А. Н. Послания Василия III Великому магистру Альбрехту 1515 г. Из собрания исторического Кенигсбергского секретного архива // Studia Slavica et Balcanica Petropolitana: Петербургские славянские и балканские исследования. — 2012. — № 1 (11). — С. 141—152.
- Лобин А. Н. Стрельнинские земли в годы русско-шведской войны 1656—1658 гг. // Константиновские чтения-2010. К 510-летию Стрельны. — СПб., 2010. — С. 29—40.

## Критика и рецензии на работы Лобина
- Казакоў А. Паляванне на «Аршанскі міф» // ARCHE. — 2012. — № 5 — С. 88—98.
- Кром М. М. Еще раз о численности русского войска в XVI в. (по поводу статьи А. Н. Лобина) // Studia Slavica et Balcanica Petropolitana: Петербургские славянские и балканские исследования. — 2009. — № 1-2 (5/6). — С. 79—90.
- Курбатов О. А. Отклик на статью А. Н. Лобина // Studia Slavica et Balcanica Petropolitana: Петербургские славянские и балканские исследования. — 2009. — № 1-2 (5/6). — С. 104—119.
- Пенской В. В. Некоторые соображения по поводу статьи А. Н. Лобина «К вопросу о численности вооруженных сил Российского государства в XVI в.» // Studia Slavica et Balcanica Petropolitana: Петербургские славянские и балканские исследования. — 2009. — № 1-2 (5/6). — С. 91—103.
- Пенской В. В. Отзыв на книгу А. Н. Лобина «Битва под Оршей» — первое военно-историческое исследование, посвящённое битве под Оршей 8 сентября 1514 г. // История военного дела: исследования и источники. — СПб.: Нагорный Кирилл Владимирович, 2013. — Т. 4. — С. 342—350. — ISSN 2308-4286.
- Lesmaitis G. Алексей Лобин, Битва под Оршей 8 сентября 1514 года. К 500-летию сражения // Senoj i Lietuvos Literatūra. — 2011. — Kn. 31. — P. 320—321.
- Vitkūnas M. Oršos mūšis tautų istorinėje atmintyje // Nepriklausomybės sąsiuviniai. — 2015. — № 1 (11). — S. 68—79.